# Mordellistena macilenta
Mordellistena macilenta es una especie de coleóptero de la familia Mordellidae.

## Distribución geográfica
Habita en las Fiyi.